# Tähtvere (commune)
Cet article concerne la commune. Pour le village éponyme, voir Tähtvere.
Tähtvere (en estonien : Tähtvere vald) est une municipalité rurale de la région de Tartu en Estonie. Elle s'étend sur 114,8 km2. 

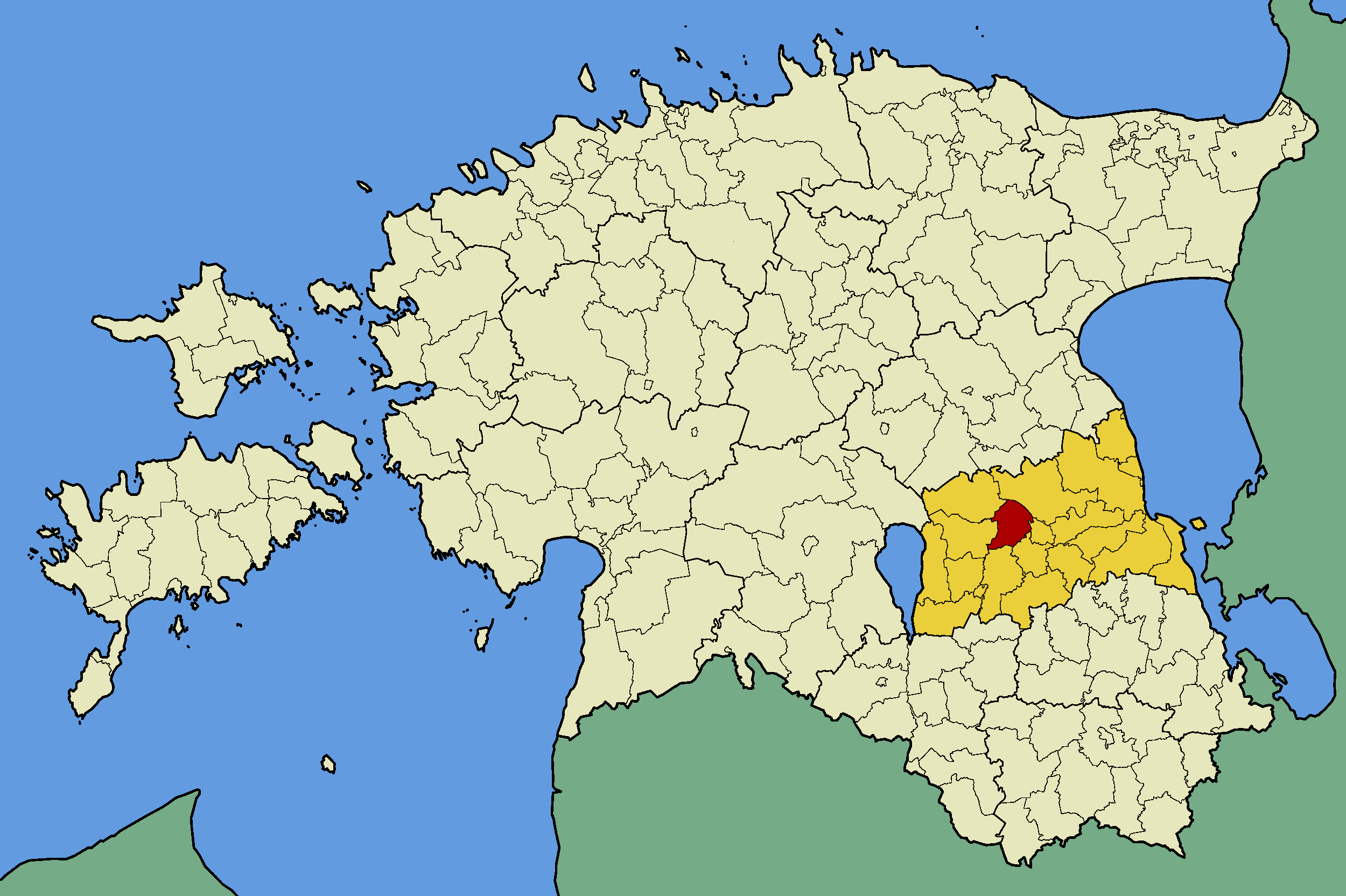
Commune de Tähtvere (en rouge) dans le Comté de Tartu (en jaune).

Sa population est de 2 684 habitants au 1er janvier 2012.

## Municipalité
La commune comprend 2 bourgs et 10 villages.

### Bourgs
Ilmatsalu - Märja

### Villages
Haage - Ilmatsalu - Kandiküla - Kardla - Pihva - Rahinge - Rõhu - Tähtvere - Tüki - Vorbuse